# Kasraouanites
Les Kasraouanites, Kesrouanites ou Kasrawanites aussi appelés Djurdites, Jabalites, Sananites étaient une population du Mont-Liban.
Ils étaient constitués de Métualis, d'Alaouites et de Druzes.
Kasrawanites est le nom que leur ont donné les Mamelouks.
Les chroniqueurs islamistes relèvent une certaine haine des rebelles kasrawanites à l'égard des Musulmans sunnites. Ce sentiment trouverait une explication naturelle dans la division profonde ayant toujours séparé sunnites et chiites.

## Le massacre des Kasrawanites
La population kasrawanite subira en 1305 une violente attaque de la part des Mamelouks souhaitant mettre de l'ordre au sein de leurs dissensions religieuses et de leurs querelles intestines. Après les avoir encerclés, 50 000 hommes de différents corps d'armée commandés de Damas ou de Tripoli se livrent à un véritable massacre des Kasrawanites. Ceux qui ne sont pas tués sont dispersés. La propension des Alaouites à redescendre vers le Sud du Liban est définitivement stoppée, les fixant dans la région des Alaouites ; les Druzes du Chouf sont momentanément arrêtés dans leur poussée vers le Nord tandis que pour la première fois dans l'histoire du Liban un certain nombre d'entre eux quittent le pays et rejoignent le Hauran, au sud de la Syrie. L'expansion des Métualis est elle aussi entravée pour longtemps.
Le grand vide créé par cette défaite laisse le champ libre aux Maronites, et de là date le tournant décisif qui rend durant des siècles et jusqu'à l'époque contemporaine les Maronites prédominants, au moins dans la montagne.

## Catégories sociales
Trois catégories constituaient cette communauté : 
- La catégorie dominante, celle des Métualis avec à leur tête les Hamadé, débordent la montagne et se trouvent jusque dans la Bekaa à l'Ouest, jusqu'aux environs de Beyrouth. Beaucoup d'entre eux se trouvaient aux abords de Saïda et de Tyr.
- La seconde catégorie des Kasrawanites se trouvait au Nord et était constituée par des Alaouites nouvellement implantés originaires du Sud-Est, et principalement du Wadi at Taïm.
- La troisième catégorie est celle des Druzes du Kesrouan, séparés de ceux du Chouf qui s'efforçaient à l'époque de les rejoindre en remontant vers le Meten.